# MS Ashdod
Maillots
Le Moadon Sport Ashdod (en hébreu : מועדון ספורט אשדוד), plus couramment abrégé en MS Ashdod, est un club israélien de football fondé en 1999 et basé dans la ville d'Ashdod. Ils sont uniques parce qu'ils n'ont pas été nommés d'après une association sportive.

## Historique
Le club naît en 1999 de la fusion du Maccabi Ironi Ashdod et de l'Hapoël Ashdod pour former le Moadon Sport Ashdod.

## Personnalités du club

### Présidents
- Jacky Ben-Zaken

### Entraîneurs
| - Elisha Levy (2001-2004) - Yossi Mizrahi (2006 - 2007) - Alon Hazan (2007 - 2008) - Yossi Mizrahi (2008 - 2010) - John Gregory (2010 - 2011) - Yossi Mizrahi (2011 - 2013) - Nir Klinger (2013 - 2015) - Eyal Lahman (2015 - 2015) - Ronny Awat (2015 - 2016) | - Ran Ben Shimon (2017) - Reuven Atar (2017) - Amir Turgeman (2017 - 2018) - Blagoja Milevski (2018) - Yuval Naim (2018 - 2019) - Moshe Ohayon (2019) - Avi Buchbut (2019) - Ronny Awat (2019 - 2020) - Ran Ben Shimon (2020 - ) |

### Joueurs
- Sammy Adjei
- Ovidiu Cuc